# Гай Макриний Дециан
Гай Макри́ний Дециа́н (лат. Gaius Macrinius Decianus; умер после 259 года) — римский военный и политический деятель, наместник Нумидии в 259 или 260 году.

## Биография
Дециан был галльского происхождения. Он последовательно занимал должности квестора, эдила и претора. После этого Дециан был наместником Нумидии и Норика. Около 255 года он находился на посту легата II «Италийского» легиона.
Во время наместничества Дециана в Нумидии (259 или 260 год) четверо царей племени бавариев вторглись во вверенную ему провинцию, сначала в область города Милева, затем в район границы Нумидии и Мавретании и, наконец, в область проживавших на территории Мавретании Цезарейской квинквегентанов. Кроме того, племя фраксинов также опустошало Нумидию. Однако Дециан разгромил варваров, пленил вождя фраксинов и укрепил римское господство в Африке.
Несмотря на свои военные успехи, Гай Макриний консульства так и не достиг.